# Al·la Horska
Al·la Horska (en ucraïnès Алла Горська; Ialta, Ucraïna, 18 de setembre de 1929 - Vasylkiv, óblast de Kíiv, Ucraïna, 17 de novembre de 1970) va ser un pintor monumentalista ucraïnès dels anys 60, i un dels primers representants del moviment clandestí ucraïnès. També fou activista del moviment pels drets humans dels anys 60 a Ucraïna.
El 1962, Alla Horska va revelar amb el poeta Vassil Simonenko, l'existència de fosses comunes dels "enemics de l'estat soviètic" assassinats per l'NKVD, als cementiris de Bykivnia, Lukyanivsky i Vasylkivsky a Kíiv. Després els declaren a l'Ajuntament de Kíev.
Entre 1965 i 1968, va participar en manifestacions contra la repressió dels activistes ucraïnesos dels drets humans. Això el porta a tenir diversos tractes amb la policia política soviètica. Tanmateix, gaudeix del suport del grup d'artistes compromesos al qual pertany. Junts treballen en obres polítiques monumentals a Donetsk i Krasnodon.
El 1967, Horska va assistir al judici de Viacheslav Chornovil a Lviv, mentre que un grup d'activistes de Kíev protestava contra la realització il·legal de procediments legals. L'any següent, va signar la carta de protesta 139, adreçada al secretari general del Partit Comunista de la Unió Soviètica, demanant el cessament d'aquests procediments il·legals. Com a resultat, el KGB va començar a pressionar i amenaçar els signants de la carta.
Alla Horska va morir el 17 de novembre de 1970 durant una operació del KGB. El seu funeral va tenir lloc el 7 de desembre següent, i es va convertir en una campanya de resistència civil durant la qual van pronunciar discursos coneguts dissidents com Yevgen Sverstiuk, Vasyl Stus, Ivan Gel i Oles Serhienko.